# Viviana Kukar
Viviana Kukar (rojena leta 2001) je slovenska pevka iz Bele krajine (natančneje s Hrasta pri Jugorju oz. Suhorja pri Metliki), znana predvsem kot zmagovalka 1. sezone šova Nova zvezda Slovenije.
Nastopa od svojega sedmega leta. Takrat je začela obiskovati glasbeno šolo Andreja Bajuka, kjer se je učila igranja na klaviature in solopetja. Petja se je pozneje učila pri Alenki Gotar, njena trenutna učiteljica petja pa je Irena Yebuah Tiran. Pevske izkušnje si je pridobivala na različnih tekmovanjih, na katerih je tudi zmagala: na Glasu mladih je – potem ko je bila leta 2012 druga – prvič zmagala l. 2013 v kategoriji osnovnošolcev z "Run" Leone Lewis, ponovno pa l. 2016 v kategoriji pevcev, duetov in kantavtorjev s pesmijo "Oh, Sometimes I Get a Good Feeling". Na Blejskem zlatem mikrofonu je l. 2016 prejela "pokal" za najboljšo izvedbo tuje skladbe, l. 2017 pa je bila razglašena za najboljšo domačo pevko. Na Mavrici pevskih talentov 2016 na Jesenicah je slavila v kategoriji 7.–9. razred, leto pozneje pa je zmagala na tekmovanju QL talent 2017, v finalu katerega je prepričala z "Med iskrenimi ljudmi" Majde Sepe in zopet "Run".

### Nova zvezda Slovenije
Spomladi 2018 je sodelovala v 1. sezoni šova Nova zvezda Slovenije na Planet TV in postala končna zmagovalka. Za nagrado je prejela 10.000 € in trajno diskografsko pogodbo z založbo Dallas Records.
| Stopnja       | Pesem (izvajalec)                                                         |
| ------------- | ------------------------------------------------------------------------- |
| Avdicija      | "When We Were Young" (Adele)                                              |
| Najboljših 24 | "Something's Got a Hold on Me" (Christina Aguilera)                       |
| Četrtfinale   | "What's Up" (4 Non Blondes)                                               |
| Polfinale     | "Run" (Leona Lewis)                                                       |
| Finale        | "Do What U Want" (Lady Gaga & Christina Aguilera) − duet s Tino Drnovšček |
| Finale        | "Changing" (Sigma ft. Paloma Faith)                                       |
| Finale        | "If I Ain't Got You" (Alicia Keys)                                        |

Nekaj dni po zmagi (ki se je zgodila 2. junija 2018) je izšla njena prva skladba "Za kratek čas", ki jo je napisal Alex Volasko.

### Diskografija
- 2018: Za kratek čas
- 2019: Prideš in greš